# Rosselli Del Turco

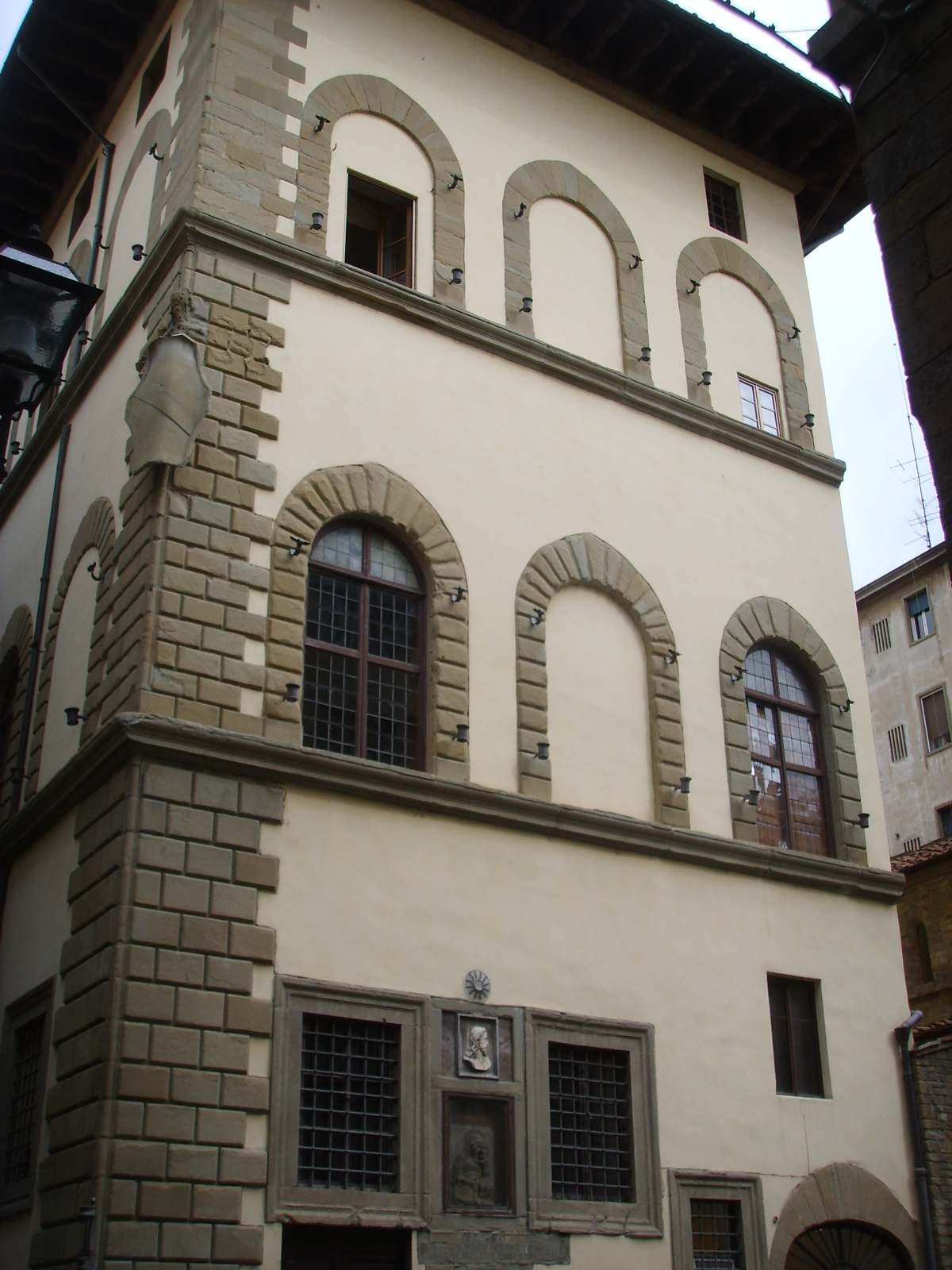
Palazzo Rosselli Del Turco, opera di Baccio d'Agnolo, in Borgo Santi Apostoli a Firenze

I Rosselli-Del Turco sono un'antica famiglia nobile di Firenze. Essa si originò dalla fusione dei Rosselli con i Del Turco nel 1727.

## Storia

### Famiglia Del Turco
I Del Turco sono stati per secoli ritenuti originari di Semifonte (esattamente dalla parrocchia della Chiesa di San Lorenzo a Vigliano) discendenti da un Turco di Bonaccorso che nel 1202 difese strenuamente quella città dall'assedio dei fiorentini, che poi la distrussero. Di lui si dice che tornato da una Crociata avesse preso l'aspetto ed i modi rudi e bellicosi del nemico turco, da cui il soprannome Turco, e che nel parlamento tenuto prima dell'ultima battaglia avesse dichiarato che voleva "libero morire o libero vivere".  Di fede ghibellina, i discendenti di Turco o Del Turco seguirono le alterne vicende di quel partito trasferendosi a Firenze e venendone esiliati a seconda della parte che prevaleva finché, con il definitivo affermarsi della parte guelfa, si stabilirono nel borgo di Brucianesi nei pressi della Pieve di San Martino a Gangalandi, e più precisamente nel popolo della Chiesa di Santa Maria a Lamole, nell'odierno Comune di Lastra a Signa. Brucianesi era all'epoca anche un porticciolo fluviale sull'Arno e rilevante nodo per i commerci tra Firenze e Pisa, il che consentì ai Del Turco di arricchirsi nuovamente ed acquistare alcuni beni, oltre che a Brucianesi, anche in Val di Pesa ed a Santa Croce sull'Arno. Sopitesi le lotte tra guelfi e ghibellini, alla fine del XV sec. i Del Turco si ritrasferirono definitivamente a Firenze nel popolo di Santa Maria a Verzaia nei pressi della Porta San Frediano dove avviarono anche alcune attività commerciali.
Iscritti nel 1527 alla cittadinanza fiorentina nel Quartiere di S.Spirito, Gonfalone Ferza, nel corso del XVI sec. si trasferirono in Via de' Ginori nel popolo di San Lorenzo. Divenuti fedeli sostenitori dei granduchi medicei, i Del Turco furono spesso al loro servizio come anche dei Gonzaga, da cui ottennero nel 1598 la cittadinanza onoraria di Mantova.
Nel 1582 Antonio Del Turco (1552-1583) aveva vestito l'abito dei cavalieri dell'Ordine di Santo Stefano Papa e Martire fondando una commenda perpetua di scudi 4000 trasmissibile ai suoi discendenti maschi in linea di primogenitura, detta appunto "Commenda Turca".
Altro personaggio di un certo rilievo fu Giovanni Del Turco (1577-1647), compositore di madrigali ed autore di un libro di ricette od "Epulario", fondatore insieme a Marco da Gagliano, Ottavio Rinuccini, Michelangelo Buonarroti il Giovane ed altri dell'Accademia degli Elevati, e che appunto per questa sua inclinazione artistica ebbe contatti con i Gonzaga di Mantova, mentre suo cugino Pier Francesco Del Turco (1541-1619)  fu maggiordomo di Don Ferrante Gonzaga e dei principi Don Giovanni e Don Antonio de' Medici; egli fu anche "aio" o precettore del giovane San Luigi Gonzaga durante il suo soggiorno a Firenze dal 1577 al 1580, durante il quale fu spesso ospite di Bastiano di Iacopo Del Turco (1546-1611) a Villa La Fontanella.
Nella basilica di San Marco essi avevano il patronato su una cappella costruita a loro spese nel 1591-1592 con un pregevole dipinto su tavola di Santi di Tito raffigurante la Visione di san Tommaso d'Aquino, dotandola nel 1603 di scudi 400, e dove furono tumulati tutti i defunti della famiglia dal 1592 al 1804 (successivamente, dal 1804 al 1860, furono tumulati nell'attiguo chiostro).

### Famiglia Rosselli
I Rosselli erano una famiglia che ebbe alcuni famosi pittori tra i suoi membri: Bernardo di Stefano Rosselli (1450-1526), attivo nella seconda metà del XV secolo fino all'inizio del Cinquecento, ma soprattutto suo cugino Cosimo (1439-1507) ed il fratello di Cosimo, Francesco Rosselli (1448-1513 c.a), pittore e cartografo (a lui si deve la celebre "veduta della catena" di Firenze, 1472 c.a, di cui un frammento originale si conserva ancora oggi presso la Accademia toscana di scienze e lettere La Colombaria  mentre la copia integrale coeva è al Kupferstichkabinett dello Staatliche Museen di Berlino, da qui anche il nome di "veduta berlinese"), padre del pur rinomato cartografo Alessandro Rosselli (1476-1525).
Nel Seicento fu un apprezzato artista anche Matteo Rosselli (1578-1650), ma è incerta la sua appartenenza alla stessa famiglia.

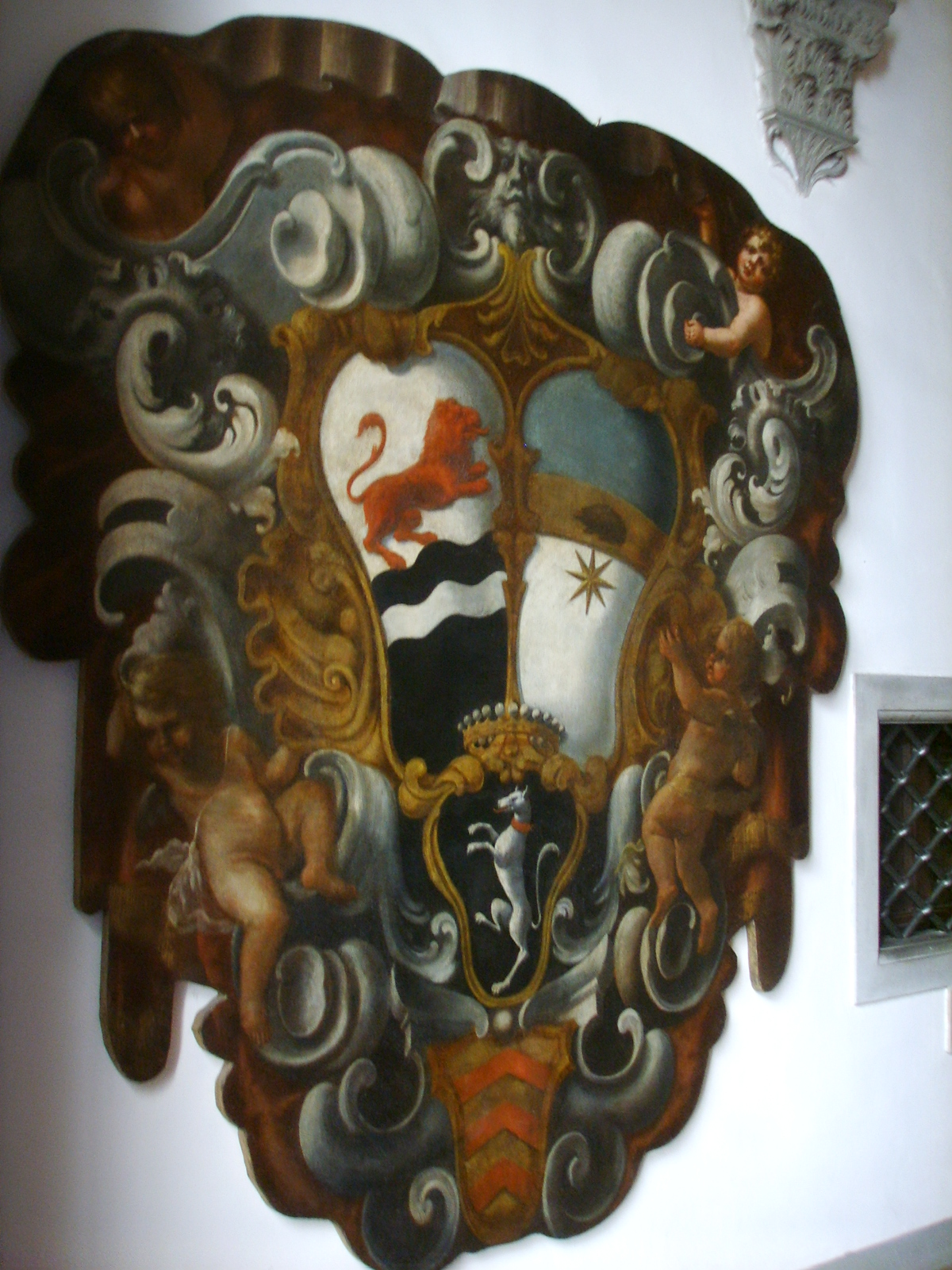
Uno stemma combinato per il matrimonio di Angelo Del Turco (1678-1755) con Maria Cassandra Ricciardi: a sinistra si riconosce lo stemma dei Del Turco (leone rivolto con banda ondulata) e quello dei Ricciardi (con il simbolico riccio); in basso si nota anche il lupo rampante degli Altoviti e lo stemma dei da Filicaia

La residenza familiare si trovava anticamente in via del Cocomero (oggi via Ricasoli) e fin dalla metà del Quattrocento la famiglia possedette anche una villa nella valle del Mugnone, nel popolo di Santa Lucia a Trespiano. In seguito a difficoltà economiche questa proprietà dovette essere prima ipotecata nel 1533 e poi ceduta nel 1587.
Stefano Rosselli (1598-1663) fu un letterato che nella prima metà del Seicento fu autore di alcune commedie di discreto successo, di opere storiche e di costume; importante documento dell'architettura dell'epoca è il Sepultuario, un'opera dedicata alle chiese di Firenze, alle opere d'arte in esse contenute ed alle lapidi, anche mortuarie, che vi erano collocate all'epoca.
La famiglia Rosselli ebbe anche numerosi componenti che esercitarono le professioni di curatore legale, amministratore e tutore di pupilli.
Quando nel 1721 morì Francesco di Stefano, la sorella Pellegrina di Stefano Rosselli (1660-1737) fu l'ultima erede familiare, mancando discendenti maschi,  e fu stabilito che la sua discendenza, dal matrimonio con Chiarissimo Del Turco (1619-1685), prendesse in seguito il nome di Rosselli già Del Turco unendo le due famiglie, cosa che avvenne dal 1727.
Nel frattempo la famiglia aveva saputo arricchirsi notevolmente e dal primo Seicento iniziò una campagna di acquisti terrieri nel territorio fiorentino, in un'epoca in cui le grandi famiglie nobiliari si rifugiavano in beni agricoli e terrieri dopo l'inesorabile crollo delle attività economiche legate alle manifatture ed ai commerci internazionali che avevano fatto la fortuna di Firenze nel medioevo e nel Rinascimento.
Nel 1750 i tre fratelli Giovanni Antonio, Stefano e Girolamo Rosselli già Del Turco, figli di Chiarissimo Del Turco e Pellegrina Rosselli, acquistarono il Palazzo Borgherini in Borgo Santi Apostoli per farne la loro residenza principale. Un altro palazzo che fu della famiglia (Palazzo Rosselli del Turco del ramo Sassatelli) si trova in via dei Serragli, sempre a Firenze. Altre proprietà furono la tenuta di Filettole presso Prato (dal 1604, ampliata nel 1651-1659, oggi appartiene alla famiglia Gherardi Piccolomini D'Aragona Dazzi Del Turco), poderi nella valle del Mugnone (acquistati negli ultimi decenni del Seicento) su cui edificarono la villa di Montereggi, nel Mugello intorno alla villa di Sagginale (oggi proprietà della famiglia Flaccomio Nardi Dei) ed in Val di Pesa nel comune di Montespertoli, località detta appunto "Il Turco"  (dal 1594 per eredità Adriani, oggi appartiene alla famiglia Castellani).
Giovanni Antonio di Francesco (1775-1839) fu Gonfaloniere di Firenze dal 12 marzo 1816 al 4 gennaio 1817.
Luigi di Vincenzo (1779-1839), nel 1811 fu nominato direttore del Conservatorio d'Arti e Mestieri presso l'Accademia di belle arti di Firenze, nel 1816 direttore della Pia Casa di Lavoro di Montedomini e nel 1819 accademico onorario dell'Accademia dei Georgofili.
Giovan Battista di Luigi (1822-1865) visse amministrando e beneficando molte istituzioni religiose, tra cui in modo particolare le Povere figlie delle Sacre Stimmate di San Francesco d'Assisi dette Stimmatine, per le quali nel 1855 acquistò il Convento della Concezione presso Trespiano, poi divenuto luogo di sepoltura della famiglia.
Orazio di Giuseppe nel 1859 sposò Maria Teresa del conte Mario Felice Baciocchi Adorno, ultimo della storica famiglia corsa, ed a suo figlio Francesco, il 14 settembre 1891, fu concesso aggiungere il nome dei Baciocchi Adorno.
Alla fine dell'Ottocento arrivò il titolo di marchese conferito da papa Leone XIII a Pier Francesco di Luigi (1837-1907), che aveva sposato nel 1862 Marianna Gondi (1844-1919), trasmissibile ai suoi discendenti maschi in ordine di primogenitura.
Luca di Luigi (1826-1882) sposò invece la contessa Vittoria Sassatelli, figlia del conte Roberto Sassatelli e di Francesca dei marchesi Mosca, ed i loro figli Luigi, Tommaso e Ranieri furono autorizzati ad aggiungere il cognome della madre nel 1908. L'altro figlio maschio, Chiarissimo Alfonso, quale erede di parte del patrimonio dei marchesi Mosca di Pesaro, aggiunse al proprio il cognome di quella famiglia marchigiana.
Francesco di Pio (1908-1938), ebbe rinnovato il titolo di conte estinto nella linea della madre Elisa Caterina Masolini (1871-1937) e fu autorizzato a unire gli stemmi gentilizi di queste due famiglie.
Nel Novecento appartenne alla famiglia il famoso scacchista Stefano Rosselli del Turco (1877-1947). La famiglia è tuttora esistente. Le tenute più importanti della famiglia oggi sono tre ville-fattoria: di Montereggi a Le Caldine nei pressi di Fiesole, del castello di Montefiridolfi nei pressi di San Casciano in Val di Pesa e dei Moricci nei pressi di Fabbrica.

## Lo stemma

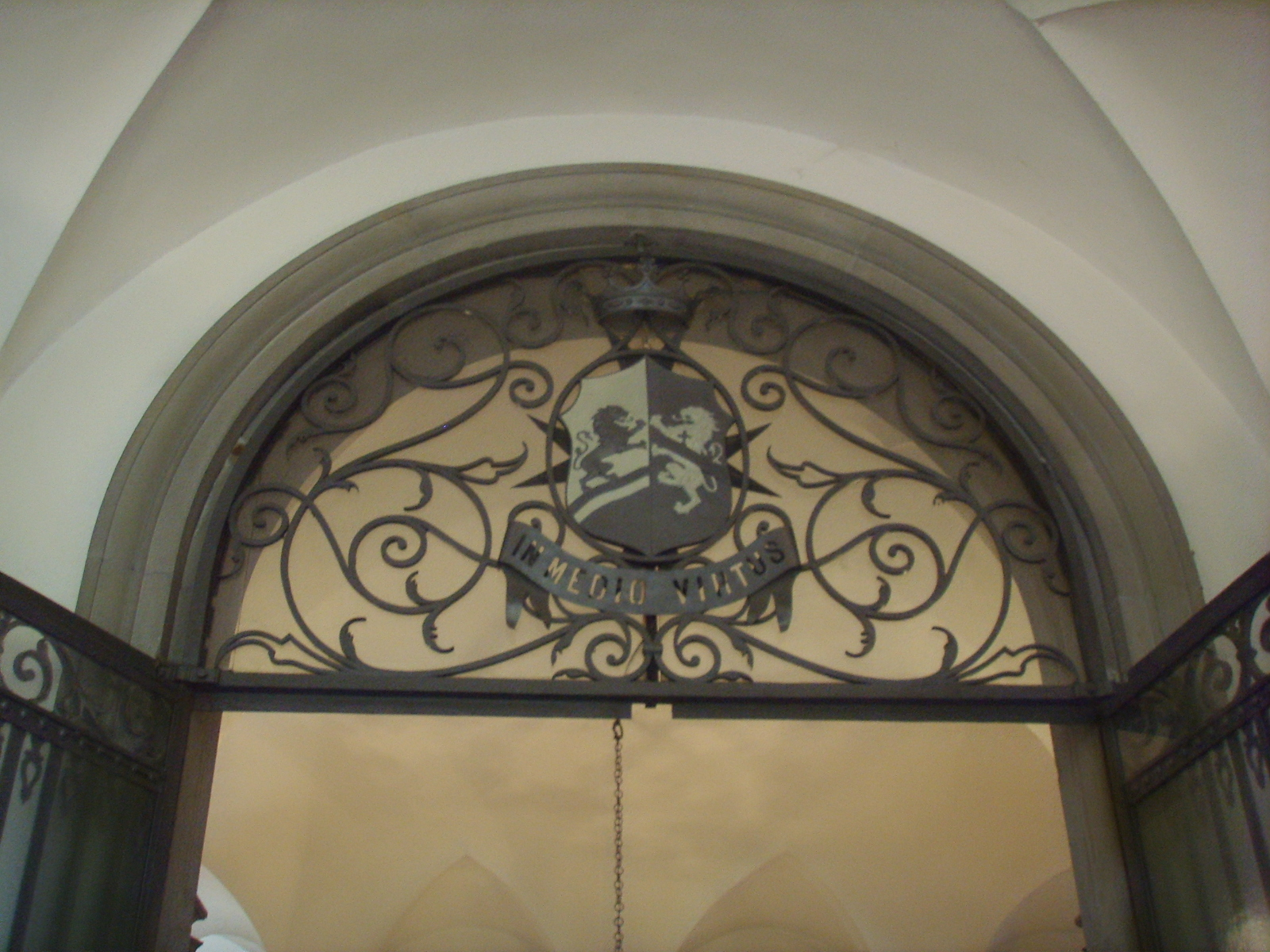
Lo stemma con i due leoni dei Rosselli Del Turco, con il motto familiare In medio virtus, cancellata di Palazzo Borgherini-Rosselli Del Turco

Lo stemma dei Rosselli Del Turco è diviso in due parti: la destra è l'antico stemma dei Rosselli (leone rampante d'oro in campo azzurro con un giglio nero sulla spalla ed attraversato da una banda nera), la sinistra è quello dei Del Turco (leone rosso rivolto, cioè girato a destra, in campo d'argento e diviso diagonalmente da una sbarra ondulata argento e nera). Altra versione (oggi in uso al ramo marchionale) è inquartato: nel 1° e 4° tagliato d'argento e di nero, alla sbarra ondata dell'uno nell'altro, e un leone rivolto di rosso passante sulla medesima (Del Turco); nel 2° e 3° d'azzurro al leone d'oro caricato di un giglio di nero e attraversato da una banda dello stesso (Rosselli).
Motti:
Rosselli Del Turco: In medio virtus ; Del Turco: Si Deus pro nobis quis contra nos?
Rosselli: Si omnia perdas famam servare memento .